# Sébastien Guarato
Sébastien Guarato, född 1972, är en fransk travtränare.
Han har tränat hästar som Bold Eagle, Face Time Bourbon, Eridan, Carat Williams, Roxane Griff, Rapide Lebel, Billie de Montfort och Aladin d'Écajeul.

## Segrar i större lopp[3]
| År   | Lopp                       | Häst               | Kusk               | Grupp   |
| ---- | -------------------------- | ------------------ | ------------------ | ------- |
| 2008 | Grand Prix de Wallonie     | Olga du Biwetz     | Joseph Verbeeck    | Grupp 1 |
| 2011 | Grand Prix de Wallonie     | Rapide Lebel       | Éric Raffin        | Grupp 1 |
| 2011 | Kymi Grand Prix            | Rapide Lebel       | Éric Raffin        | Grupp 1 |
| 2011 | Åby Stora Pris             | Rapide Lebel       | Éric Raffin        | Grupp 1 |
| 2012 | Prix de Paris              | Roxane Griff       | Éric Raffin        | Grupp 1 |
| 2013 | Critérium des 3 ans        | Aladin d'Ecajeul   | Éric Raffin        | Grupp 1 |
| 2014 | Prix de Cornulier          | Roxane Griff       | Éric Raffin        | Grupp 1 |
| 2014 | Prix de Sélection          | Aladin d'Ecajeul   | Éric Raffin        | Grupp 1 |
| 2014 | Critérium des 3 ans        | Bold Eagle         | Franck Nivard      | Grupp 1 |
| 2014 | Critérium des 5 ans        | Vabellino          | Éric Raffin        | Grupp 1 |
| 2014 | Critérium des Jeunes       | Billie de Montfort | Éric Raffin        | Grupp 1 |
| 2015 | Prix de Cornulier          | Roxane Griff       | Éric Raffin        | Grupp 1 |
| 2015 | Prix de Sélection          | Bold Eagle         | Franck Nivard      | Grupp 1 |
| 2015 | Grand Prix l'UET           | Bold Eagle         | Franck Nivard      | Grupp 1 |
| 2015 | Critérium Continental      | Bold Eagle         | Franck Nivard      | Grupp 1 |
| 2016 | Prix d'Amérique            | Bold Eagle         | Franck Nivard      | Grupp 1 |
| 2016 | Prix de France             | Bold Eagle         | Franck Nivard      | Grupp 1 |
| 2016 | Prix de Sélection          | Boléro Love        | Franck Nivard      | Grupp 1 |
| 2016 | Prix René Ballière         | Bold Eagle         | Franck Nivard      | Grupp 1 |
| 2016 | Prix de l'Étoile           | Boléro Love        | Gabriele Gelormini | Grupp 1 |
| 2016 | Critérium des 5 ans        | Bold Eagle         | Franck Nivard      | Grupp 1 |
| 2017 | Prix d'Amérique            | Bold Eagle         | Franck Nivard      | Grupp 1 |
| 2017 | Prix de France             | Bold Eagle         | Franck Nivard      | Grupp 1 |
| 2017 | Prix de Paris              | Bold Eagle         | Franck Nivard      | Grupp 1 |
| 2017 | Prix de l'Atlantique       | Bold Eagle         | Franck Nivard      | Grupp 1 |
| 2017 | Prix René Ballière         | Bold Eagle         | Franck Nivard      | Grupp 1 |
| 2017 | Prix de l'Étoile           | Écu Pierji         | Mathieu Mottier    | Grupp 1 |
| 2017 | Critérium des 4 ans        | Darling de Reux    | David Thomain      | Grupp 1 |
| 2017 | Critérium des 5 ans        | Carat Williams     | David Thomain      | Grupp 1 |
| 2017 | Critérium des Jeunes       | Écu Pierji         | Mathieu Mottier    | Grupp 1 |
| 2017 | Grand Prix de Wallonie     | Bold Eagle         | Franck Nivard      | Grupp 1 |
| 2018 | Grand Critérium de Vitesse | Bold Eagle         | Franck Nivard      | Grupp 1 |
| 2018 | Prix de l'Atlantique       | Bold Eagle         | Franck Nivard      | Grupp 1 |
| 2018 | Prix René Ballière         | Bold Eagle         | Franck Nivard      | Grupp 1 |
| 2018 | EM för 3-åriga             | Face Time Bourbon  | Björn Goop         | Grupp 1 |
| 2018 | Critérium des 3 ans        | Face Time Bourbon  | Björn Goop         | Grupp 1 |
| 2019 | Prix de Sélection          | Face Time Bourbon  | Björn Goop         | Grupp 1 |
| 2019 | Prix René Ballière         | Bold Eagle         | Björn Goop         | Grupp 1 |
| 2019 | Grand Prix l'UET           | Face Time Bourbon  | Björn Goop         | Grupp 1 |
| 2019 | Breeders Crown Open Trot   | Bold Eagle         | Brian Sears        | Grupp 1 |
| 2019 | Prix Octave Douesnel       | Face Time Bourbon  | Björn Goop         | Grupp 2 |
| 2019 | Critérium des 3 ans        | Gunilla d'Atout    | Björn Goop         | Grupp 1 |
| 2019 | Critérium Continental      | Face Time Bourbon  | Björn Goop         | Grupp 1 |
| 2020 | Prix d'Amérique            | Face Time Bourbon  | Björn Goop         | Grupp 1 |
| 2020 | Prix de Sélection          | Face Time Bourbon  | Björn Goop         | Grupp 1 |
| 2020 | Prix René Ballière         | Face Time Bourbon  | Björn Goop         | Grupp 1 |
| 2020 | Grand Prix de Wallonie     | Face Time Bourbon  | Björn Goop         | Grupp 1 |
| 2020 | Critérium des 5 ans        | Face Time Bourbon  | Björn Goop         | Grupp 1 |
| 2020 | Prix de l'Étoile           | Face Time Bourbon  | Björn Goop         | Grupp 1 |
| 2020 | Prix Marcel Laurent        | Face Time Bourbon  | Björn Goop         | Grupp 2 |
| 2020 | Critérium des 4 ans        | Gunilla d'Atout    | Björn Goop         | Grupp 1 |
| 2020 | Gran Premio delle Nazioni  | Billie de Montfort | Gabriele Gelormini | Grupp 1 |
| 2021 | Prix de Bourgogne          | Face Time Bourbon  | Björn Goop         | Grupp 2 |
| 2021 | Prix d'Amérique            | Face Time Bourbon  | Björn Goop         | Grupp 1 |
| 2021 | Prix de Sélection          | Face Time Bourbon  | Éric Raffin        | Grupp 1 |
| 2021 | Lady Snärts Lopp           | Billie de Montfort | Gabriele Gelormini | -       |
| 2021 | Prix René Ballière         | Face Time Bourbon  | Éric Raffin        | Grupp 1 |
| 2021 | St. Michel-loppet          | Face Time Bourbon  | Éric Raffin        | Grupp 1 |
| 2021 | Grand Prix de Wallonie     | Face Time Bourbon  | Éric Raffin        | Grupp 1 |
| 2021 | Gran Premio Lotteria       | Face Time Bourbon  | Éric Raffin        | Grupp 1 |
| 2022 | Lady Snärts Lopp           | Heliade du Goutier | Gabriele Gelormini | -       |
| 2022 | Grand Prix l'UET           | Idéal du Pommeau   | Matthieu Abrivard  | Grupp 1 |